# Pamparato
Pamparato là một đô thị tại tỉnh Cuneo trong vùng Piedmont của Italia, vị trí cách khoảng 90 km về phía nam của Torino và khoảng 30 km về phía đông nam của Cuneo. Tại thời điểm ngày 31 tháng 12 năm 2004, đô thị này có dân số 398 người và diện tích là 35 km².
Pamparato giáp các đô thị: Garessio, Monasterolo Casotto, Roburent, Torre Mondovì và Viola.